# Sehore
Sehore ist eine Stadt im indischen Bundesstaat Madhya Pradesh. Die Stadt liegt im Zentrum des Bundesstaates und befindet sich auch nahe dem geografischen Zentrum Indiens.
Die Stadt ist das Verwaltungszentrum des gleichnamigen Distrikt Sehore. Sehore hat den Status eines Municipal Council. Die Stadt ist in 36 Wards (Wahlkreise) gegliedert.

## Demografie
Die Einwohnerzahl der Stadt liegt laut der Volkszählung von 2011 bei 108.909. Sehore hat ein Geschlechterverhältnis von 937 Frauen pro 1000 Männer und damit einen für Indien üblichen Männerüberschuss. Die Alphabetisierungsrate lag bei 84,4 % im Jahr 2011 und damit über dem regionalen und nationalen Durchschnitt. Knapp 78 % der Bevölkerung sind Hindus, ca. 20 % sind Muslime und ca. 2 % gehören einer anderen oder keiner Religion an. 12,0 % der Bevölkerung sind Kinder unter 6 Jahren.

## Infrastruktur
Die Stadt ist durch einen Bahnhof mit dem Rest des Landes verbunden.